# HD 196815
HD 196815，又名CD-2714959，SAO 189559、HR 7902，是一颗恒星，视星等为6.51，位于銀經17.97，銀緯-34.7，其B1900.0坐标为赤經20h 34m 36.1s，赤緯-26° -34.7′ 53″。